# Дирк III
Дирк III (также Дирк Иерусалимский и Дитрих III; нидерл. Dirk III Hierosolymita, нем. Dietrich III. der Jerusalemer, лат. Theodricus III; между 981 и 989 — 27 мая 1039) — граф Западной Фрисландии (Голландии) с 993 года.

## Биография

### Начало правления
Дирк III — старший сын графа Арнульфа и Лиутгарды Люксембургской. Год его рождения точно не известен: вероятно, между 981 и 989 годами. 18 сентября 993 года в битве у Винкеля против западных фризов погиб его отец граф Арнульф. Поскольку Дирк в то время был ещё ребёнком, то регентом при нём стала мать, Лиутгарда Люксембургская. При поддержке императоров Оттона III и Генриха II она смогла сохранить владения за сыном.
Область, находившаяся под управлением Дирка III, была известна как Западная Фрисландия. Хотя в 1001 году она впервые названа Голландия, но это название закрепилось за графством только при наследниках Дирка III. Большая часть территории была болотистой, подвергалась постоянным наводнениям и была малонаселённой. Люди в основном жили на дюнах на побережье и в укреплённых поселениях около рек. При этом владения были хорошо защищены непроходимыми болотами дельты Рейна и Мааса.
Дед и отец Дирка III были верными сторонниками императоров Священной Римской империи. А после того, как императором в 1002 году стал Генрих II, женатый на Кунигунде Люксембургской, сестре матери Дирка III, влияние графов Фрисландии ещё усилилось. По сообщению Титмара Мерзебургского, в июне 1005 года с помощью присланного императором Генрихом флота Лиутгарда смогла подавить восстание фризов.
Однако после того, как Дирк III стал самостоятельно править в своих владениях, он стал постепенно отдаляться от императора. Он вёл постоянные войны против графов Фландрии, в результате которых он потерял Гент и Валхерен. А вскоре после начала самостоятельного правления Дирка III начался конфликт с епископами Утрехта, которые стремились занять ключевые позиции во Фрисландии.

### Битва при Влардингене
Во время малолетства Дирка III епископы Утрехта захватили Бодегравен на Рейне. После того, как Дирк III стал совершеннолетним, он смог вернуть себе утраченные владения, но этим не ограничился. В результате вооружённого противостояния с епископом Адальбольдом II Дирк III захватил область около Дордрехта в устье Мааса. На этой территории он построил замок Влардинген, который стал местом сбора пошлины. Крепость располагалась на реке Мерведе, по ней плавали купцы из города Тил, бывший в то время одним из важнейших имперских портов, в Англию. Недовольные высокими пошлинами купцы обратились с жалобой к императору. Таким положением был недоволен и епископ Адальбольд, поскольку из-за самоуправства Дирка III значительно уменьшились доходы от торговли в Утрехте. Он также направил жалобу Генриху II.
В Пасху 1018 года император Генрих II на рейхстаге в Неймегене, выслушав жалобы купцов и епископа Адальбольда, решил вмешаться и усмирить непокорного вассала. Для этого он поручил герцогу Нижней Лотарингии Готфриду и епископу Адальбольду организовать карательную экспедицию против Дирка III. В течение нескольких месяцев в Тиле была собрана имперская армия. К ней также присоединились войска епископа Льежа Балдерика II, епископа Камбре Герхарда и архиепископа Кёльна Гериберта, причём епископ Балдерик II лично возглавил своих воинов.
В июле флот, на кораблях которого располагалось это войско, отправился из Тила в направлении Влардингена. По дороге серьёзно заболел епископ Балдерик II и был вынужден высадиться в Херевардене, где и умер 29 июля.
Однако поход окончился разгромом имперской армии. 29 июля она высадилась на берег, после чего направилась к замку Влардинген. По дороге она попала в засаду фризов и обратилась в бегство, во время которого погибло много воинов и военачальников. Часть кораблей утонула. Герцог Готфрид, окружённый фризами, сохранил жизнь только благодаря личному вмешательству Дирка III, однако попал в плен.
В итоге император был вынужден отступиться от своих требований и заключить мир. Дирк III отпустил герцога Готфрида и вскоре при его посредничестве заключил мир и с епископом Адальбольдом II. Вероятно, Дирк пошёл на некоторые уступки, однако император и епископ были вынуждены признать его завоевания. Битва при Влардингене считается отправной точкой для обретения графами Голландии независимости от императоров Священной Римской империи.

### Последние годы
После смерти императора Генриха II в 1024 году Дирк III присутствовал на рейхстаге, поддержав избрание Конрада II.
В последующие годы Дирку III удалось расширить владения на восток за счёт земель, захваченных у епископов Утрехта. Также он колонизировал равнинные районы Голландии и захваченные у Утрехта области.
Также Дирк III предпринял паломничество в Иерусалим, из-за чего получил прозвище Иерусалимский.
Дирк III умер 27 мая 1039 года и был похоронен в Эгмондовском аббатстве, ставшем родовой усыпальницей графов Голландии. Там же были похоронены его жена и дети. Их могилы были разрушены в 1573 году во время восстания Гёзов.
Наследовал Дирку III его старший сын Дирк IV.

### Семья
Жена: Отелинда (около 985 — 9 марта 1044). Она происходила из знатного саксонского рода, но её точное происхождение неизвестно. Возможно она была дочерью маркграфа Северной марки Бернхарда I Старшего. Дети:
- Дирк IV (умер 13 января 1049), граф Голландии с 1039 года
- Флорис I (около 1025 — 28 июня 1061), граф Голландии с 1049 года
- Бертрада; муж: граф Катленбурга Дитрих I (умер 10 сентября 1056)
- Суанехильда; муж: (?) граф Лоона Эммон (умер в 1078).